# Saint-Hilaire-le-Grand
Pour les articles homonymes, voir Saint-Hilaire.
Saint-Hilaire-le-Grand est une commune française, située dans le département de la Marne en région Grand Est.
Ses habitants sont appelés Charbodiers et Charbodières, qu'on peut aussi voir écrit Charbaudiers et Charbaudières.

## Géographie

### Localisation
La commune de Saint-Hilaire-le-Grand est située au nord de Châlons-en-Champagne et à l'est de Reims.
| Aubérive           | Saint-Souplet-sur-Py   | Sainte-Marie-à-Py         |

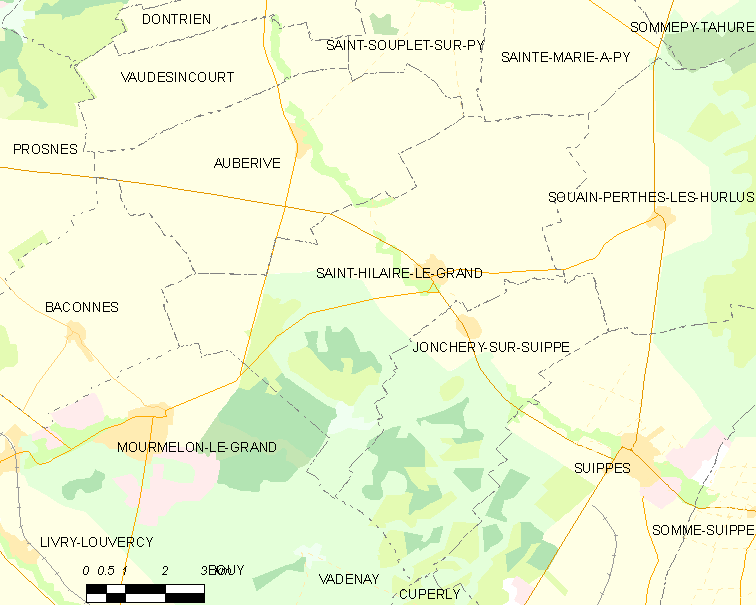
Situation de Saint-Hilaire-le-Grand.

| Baconnes           | Saint-Hilaire-le-Grand | Souain-Perthes-lès-Hurlus |
| Mourmelon-le-Grand |                        | Jonchery-sur-Suippe       |

### Géologie et relief
Saint-Hilaire-le-Grand se situe en zone de sismicité 1 (sismicité très faible).

### Voies de communication et transports
La commune est traversée par la D 931, reliant Valmy à l'aéroport de Reims en Champagne. Cette route fait partie dans sa totalité de la Voie de la Liberté, qui commémore la victoire des Alliés et la libération de la France, de la Belgique et du Luxembourg durant la Seconde Guerre mondiale. Des bornes kilométriques spécifiques y sont installées.
Perpendiculairement, la commune est également traversée par la D 19, reliant Grauves à Souain-Perthes-lès-Hurlus.

### Hydrographie

#### Réseau hydrographique
La commune est dans la région hydrographique « la Seine du confluent de l'Oise (inclus) à l'embouchure » au sein du bassin Seine-Normandie. Elle est drainée par la Suippe, l'Ain et le Cheneu,.
La Suippe, d'une longueur de 82 km, prend sa source dans la commune de Somme-Suippe et se jette dans l'Aisne à Saint-Juvin, après avoir traversé 27 communes. 
Le Cheneu, d'une longueur de 12 km, prend sa source sur le territoire de Saint-Hilaire-le-Grand et se jette dans la Vesle à Livry-Louvercy, après avoir traversé quatre communes. 

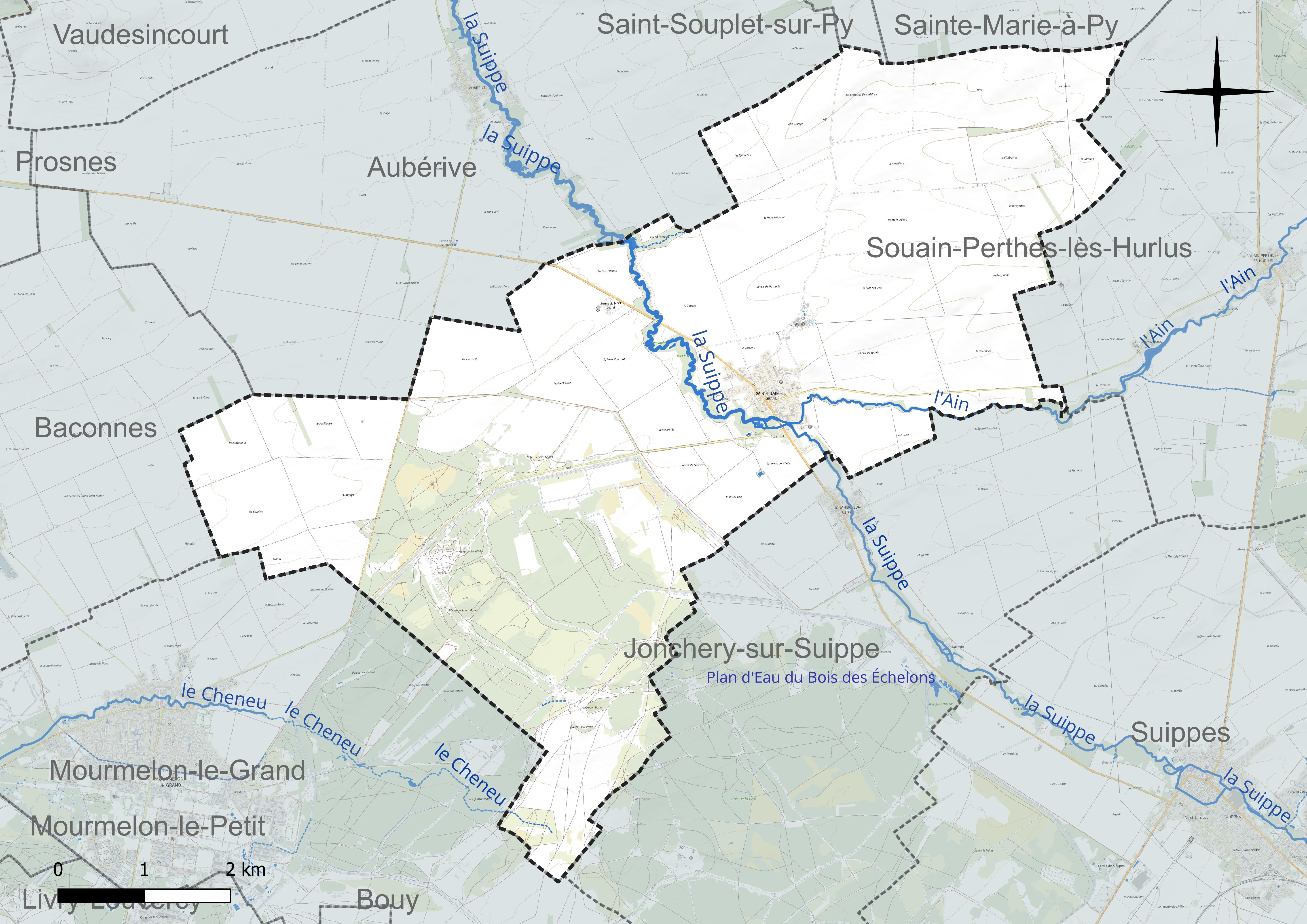
Réseau hydrographique de Saint-Hilaire-le-Grand.

#### Gestion et qualité des eaux
Le territoire communal est couvert par le schéma d'aménagement et de gestion des eaux (SAGE) « Aisne Vesle Suippe ». Ce document de planification, dont le territoire s’étend sur 3 096 km2 répartis sur trois départements (Aisne, Marne et Ardennes) et deux régions (Champagne-Ardenne et Picardie), a été approuvé le 16 décembre 2013. La structure porteuse de l'élaboration et de la mise en œuvre est le Syndicat d’aménagement des bassins Aisne Vesle Suippe (SIABAVES). 
La qualité des cours d’eau peut être consultée sur un site dédié géré par les agences de l’eau et l’Agence française pour la biodiversité. 

### Climat
Pour des articles plus généraux, voir Climat du Grand Est et Climat de la Marne.
En 2010, le climat de la commune est de type climat océanique dégradé des plaines du Centre et du Nord, selon une étude du Centre national de la recherche scientifique s'appuyant sur une série de données couvrant la période 1971-2000. En 2020, Météo-France publie une typologie des climats de la France métropolitaine dans laquelle la commune est exposée à un climat océanique altéré et est dans la région climatique  Nord-est du bassin Parisien, caractérisée par un ensoleillement médiocre, une pluviométrie moyenne régulièrement répartie au cours de l’année et un hiver froid (3 °C). 
Pour la période 1971-2000, la température annuelle moyenne est de 10,2 °C, avec une amplitude thermique annuelle de 15,9 °C. Le cumul annuel moyen de précipitations est de 726 mm, avec 12,1 jours de précipitations en janvier et 8,5 jours en juillet. Pour la période 1991-2020, la température moyenne annuelle observée sur la station météorologique de Météo-France la plus proche, appelée « Mourmelon-grand », sur la commune de Mourmelon-le-Grand à 8 km à vol d'oiseau, est de 10,6 °C et le cumul annuel moyen de précipitations est de 651,4 mm. 
La température maximale relevée sur cette station est de 41,3 °C, atteinte le 25 juillet 2019 ; la température minimale est de −19,7 °C, atteinte le 7 février 2012,,. 
Les paramètres climatiques de la commune ont été estimés pour le milieu du siècle (2041-2070) selon différents scénarios d'émission de gaz à effet de serre à partir des nouvelles projections climatiques de référence DRIAS-2020. Ils sont consultables sur un site dédié publié par Météo-France en novembre 2022.

## Urbanisme

### Typologie
Au 1er janvier 2024, Saint-Hilaire-le-Grand est catégorisée commune rurale à habitat dispersé, selon la nouvelle grille communale de densité à sept niveaux définie par l'Insee en 2022.
Elle est située hors unité urbaine. Par ailleurs la commune fait partie de l'aire d'attraction de Reims, dont elle est une commune de la couronne,. Cette aire, qui regroupe 294 communes, est catégorisée dans les aires de 200 000 à moins de 700 000 habitants,.

### Occupation des sols
L'occupation des sols de la commune, telle qu'elle ressort de la base de données européenne d’occupation biophysique des sols Corine Land Cover (CLC), est marquée par l'importance des territoires agricoles (65,5 % en 2018), une proportion sensiblement équivalente à celle de 1990 (65,4 %). La répartition détaillée en 2018 est la suivante : 
terres arables (65,5 %), milieux à végétation arbustive et/ou herbacée (25 %), forêts (8,4 %), zones urbanisées (1,2 %). L'évolution de l’occupation des sols de la commune et de ses infrastructures peut être observée sur les différentes représentations cartographiques du territoire : la carte de Cassini (XVIIIe siècle), la carte d'état-major (1820-1866) et les cartes ou photos aériennes de l'IGN pour la période actuelle (1950 à aujourd'hui).

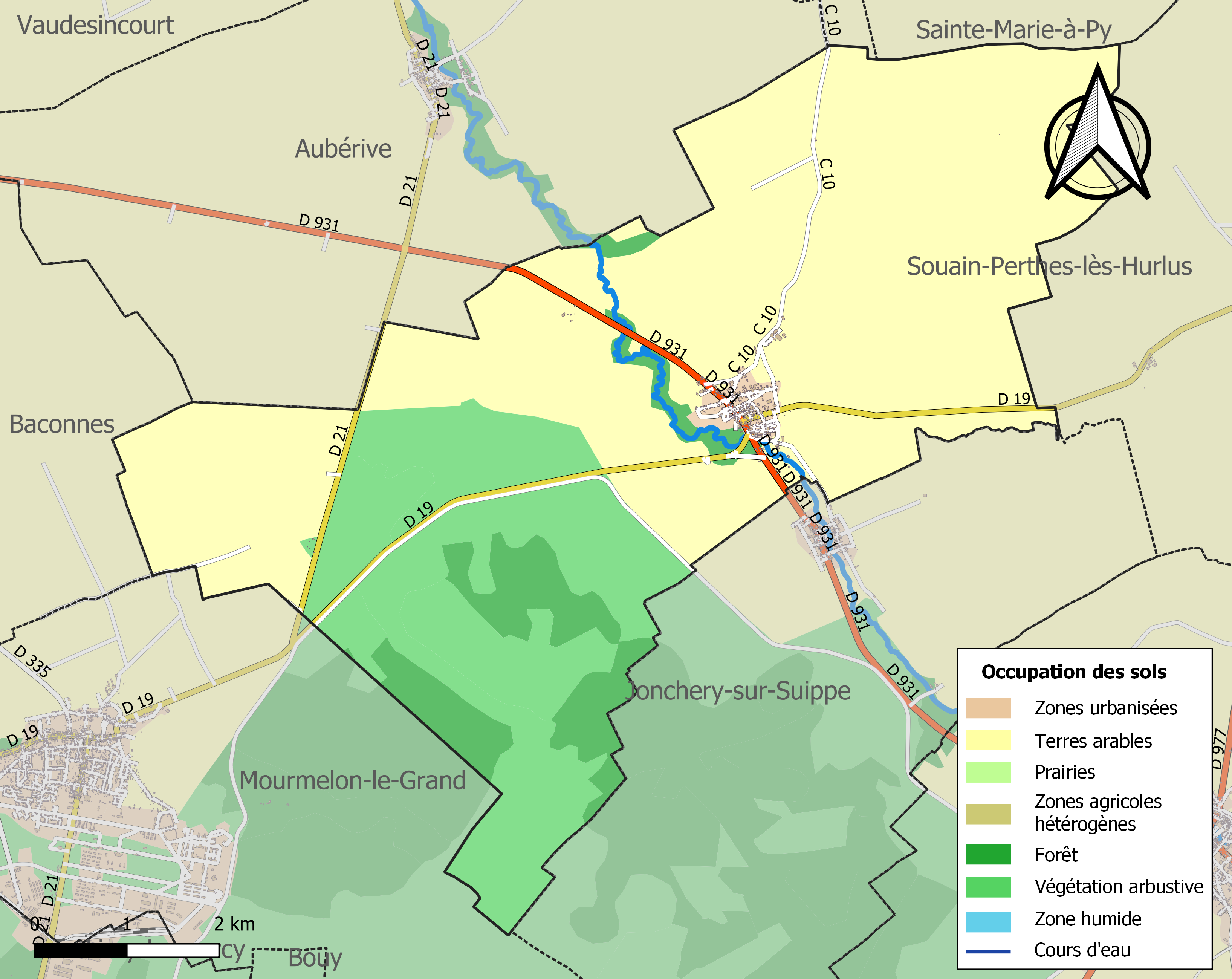
Carte des infrastructures et de l'occupation des sols de la commune en 2018 (CLC).

## Toponymie
La commune de Saint-Hilaire-le-Grand a connu de nombreuses appellations au fil du temps. Elle était autrefois surnommé le Ménissier (vers 1274), pouvant représenter la forme assimilée de marnessier, surnom désignant l'ouvrier marneur qui répandait la marne sur les terres à labourer.
Le nom de la localité est attesté sous les formes Sanctus Hilarius (vers 850) ; Saint-Hillier (1218) ; Sanctus Ylerius (1234) ; Seint-Elier (1245) ; Saint-Elier, Seintelier, Sanctus Ilarius, Sanctus Hylarius (vers 1252) ; Sanctus Elerius (1256-1270) ; Sanctus Hilerius (1271) ; Saint-Ilier (1273) ; Saintelier, Seint-Hillier, Saint-Hylier, Saint-Ylier le Menesier (vers 1274) ; Sanctus Hillerius Manasseri (1285) ; Saint-Hyler, Saint-Hiler (vers 1300) ; Sanctus Hilarius Manasseryus (1303-1312) ; Sanctus Hilarius Menesseri (1346) ; Saint-Hillier-le-Meineur (1397) ; Sanctus Hilarius le Menissier (1398) ; Saint-Hillier le Mennessier, Saint-Ylier le Mennessier (1398) ; Saint-Yllier le Menessier (1444) ; Saint-Yllier le Menissier (1444) ; Saint-Telier (xve siècle) ; Sanctus Hilarius Manasserii (1554) ; Saint-Hilier-le-Menissier (1603) ; Le Grand-Saint-Hillier (1605) ; Saint-Hillaire-le-Menissier (1643) ; Saint-Hilaire-le-Menissier (1676) ; Sanctus Hilarius le Menuisier (1679) ; Grand-Saint-Hilaire (XVIIIe siècle) ; Hilaire-le-Ménissier (1793) ; Montain (1794).

Saint-Hilaire est un hagiotoponyme évoquant Hilaire de Poitiers.

## Histoire
La commune de Saint-Hilaire-le-Grand, située en Champagne crayeuse, est une commune rurale, traversée par la Suippe grossie de l'Ain.
Le site était déjà occupé au Ier siècle de notre ère. La carte du territoire rème affichée au musée de Reims fait correspondre Saint-Hilaire-le-Grand à l'ancienne station de Basilia située sur la voie romaine allant à Verdun.
Si les Romains ont laissé derrière eux un témoignage important (restes de l'aqueduc souterrain reliant Jonchery-sur-Suippe à Reims, nécropole à la ferme du mont Levrat, voie romaine), il reste bien peu de traces du Moyen Âge, les destructions des guerres en étant en grande partie responsables.
Au cours de la Révolution française, la commune porte provisoirement les noms de Hilaire-le-Ménissier et de Montain.
La commune est pendant un temps équipée d'une station hydroélectrique sur la Suippe pour subvenir aux besoins en électricité du village.

## Politique et administration

### Intercommunalité
La commune, antérieurement membre de la communauté de communes de la Région de Suippes, est membre depuis le 1er janvier 2014 de la communauté de communes de Suippe et Vesle.
En effet, conformément aux prévisions du schéma départemental de coopération intercommunale (SDCI) de la Marne du 15 décembre 2011,, les communautés de communes CC de la région de Suippes et CC des sources de la Vesle ont fusionné le 1er janvier 2014 afin de former la nouvelle communauté de communes de Suippe et Vesle.

### Liste des maires
| Période                                  | Période   | Identité        | Étiquette | Qualité |
| ---------------------------------------- | --------- | --------------- | --------- | --- |
| Les données manquantes sont à compléter. |           |                 |           | |
| 1876                                     | 1877      | Machet          |           | |
|                                          | mars 1983 | Jacques Gillet  |           | Agriculteur |
| mars 1983                                | mars 1989 | Hubert Gangand  |           | |
| mars 1989                                | mars 1995 | Renée Machet    |           | |
| mars 1995                                | mars 2001 | Hubert Gangand  |           | |
| mars 2001                                | mars 2020 | Agnès Person    | UMP       | Institutrice Conseillère générale de Suippes (1998 → 2015) Vice-présidente du conseil général de la Marne[Quand ?] Députée suppléante de Benoist Apparu (06/2012 → 06/2017) |
| mars 2020                                | En cours  | Antonia Paquola |           | |

## Population et société

### Démographie
L'évolution du nombre d'habitants est connue à travers les recensements de la population effectués dans la commune depuis 1793. Pour les communes de moins de 10 000 habitants, une enquête de recensement portant sur toute la population est réalisée tous les cinq ans, les populations de référence des années intermédiaires étant quant à elles estimées par interpolation ou extrapolation. Pour la commune, le premier recensement exhaustif entrant dans le cadre du nouveau dispositif a été réalisé en 2007.

En 2022, la commune comptait 359 habitants, en évolution de +1,99 % par rapport à 2016 (Marne : −1,19 %, France hors Mayotte : +2,11 %).
| 1793 | 1800 | 1806 | 1821 | 1831 | 1836 | 1841 | 1846 | 1851 |
| ---- | ---- | ---- | ---- | ---- | ---- | ---- | ---- | ---- |
| 667  | 675  | 675  | 646  | 689  | 690  | 721  | 743  | 750  |

| 1856 | 1861 | 1866 | 1872 | 1876 | 1881 | 1886 | 1891 | 1896 |
| ---- | ---- | ---- | ---- | ---- | ---- | ---- | ---- | ---- |
| 721  | 664  | 643  | 612  | 594  | 560  | 529  | 524  | 497  |

| 1901 | 1906 | 1911 | 1921 | 1926 | 1931 | 1936 | 1946 | 1954 |
| ---- | ---- | ---- | ---- | ---- | ---- | ---- | ---- | ---- |
| 483  | 480  | 476  | 260  | 319  | 340  | 370  | 376  | 346  |

| 1962 | 1968 | 1975 | 1982 | 1990 | 1999 | 2006 | 2007 | 2012 |
| ---- | ---- | ---- | ---- | ---- | ---- | ---- | ---- | ---- |
| 335  | 335  | 310  | 327  | 276  | 309  | 324  | 326  | 337  |

| 2017 | 2022 | - | - | - | - | - | - | - |
| ---- | ---- | - | - | - | - | - | - | - |
| 363  | 359  | - | - | - | - | - | - | - |

### Enseignement
La commune dispose d'une école primaire composée d'une école maternelle accolée à la Mairie et d'une école élémentaire en haut de la même rue. Elles regroupent les enfants des villages environnants (Souain-Perthes-lès-Hurlus, Jonchery-sur-Suippe, Aubérive, ...).
Un accueil périscolaire comprenant la restauration est proposé le midi dans la salle des fêtes adjacente.

### Manifestations culturelles et festivités
Une salle des fêtes accueille régulièrement des événements communaux ou privés.

### Sports
La commune dispose d'un terrain de football et d'un terrain de tennis. Son vestiaire accueillait dans les années 1980 une équipe de football amateur, constituée de jeunes de la commune.

## Économie
Comme pour la plupart des communes rurales en France, l'économie de la commune est historiquement très liée à l'agriculture et à l'élevage.
De nos jours, plusieurs dizaines d'agriculteurs sont actifs sur les territoires de la commune.
Un restaurant vietnamien, Le Chouchou, est installé depuis la fin du XXe siècle dans le village.

### Lieux et monuments

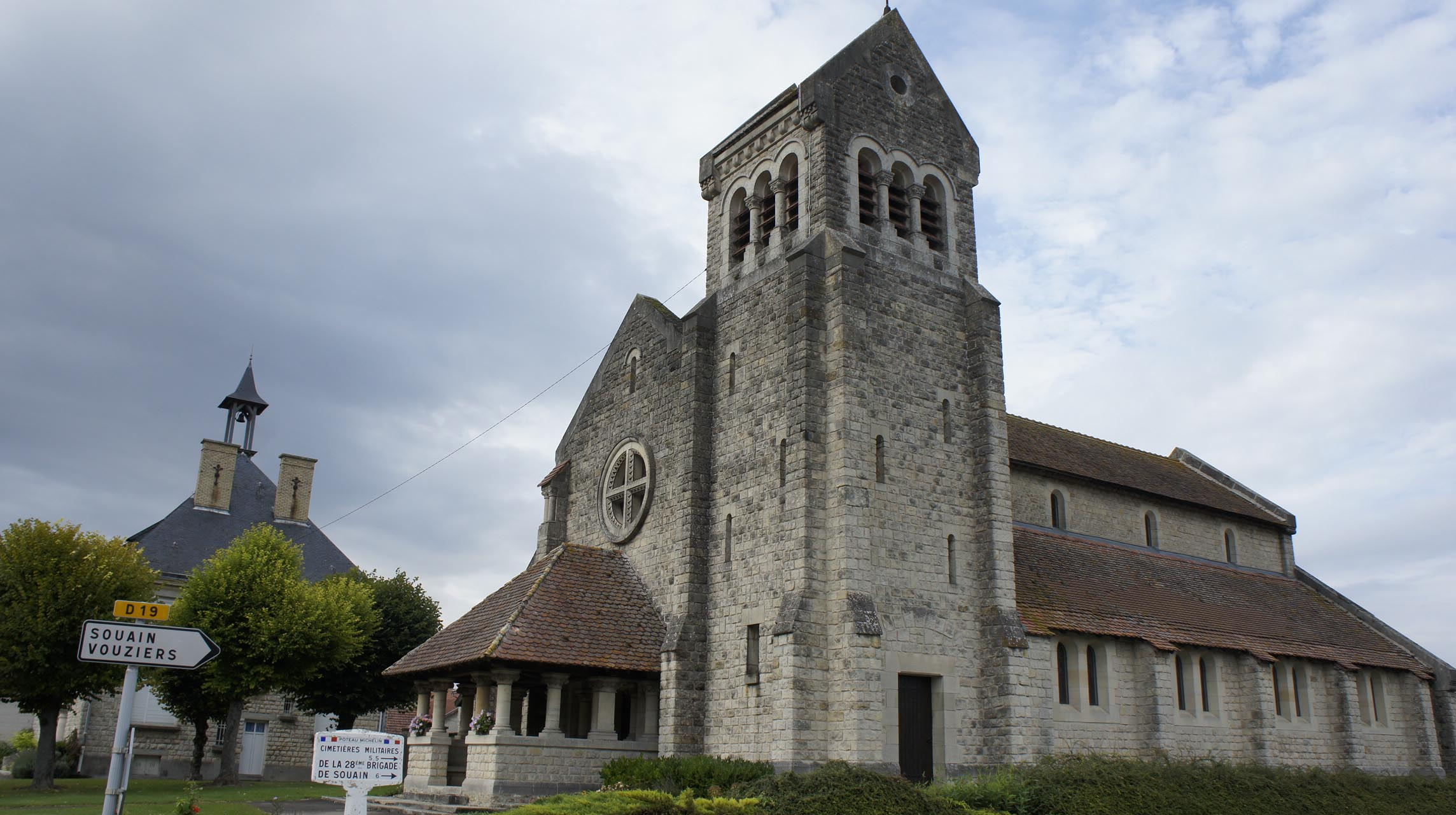
L'église et en arrière-plan la mairie.

## Culture locale et patrimoine

### Église
L'église, reconstruite en 1925, conserve en témoignage des siècles passés un très beau christ du XVIe siècle aujourd'hui classé Monument historique.
Dans l'église, en entrant à gauche on trouve une grande plaque commémorative fixée sur le mur − en marbre, de plus d'un mètre de haut et de large − qui rappelle en termes élogieux le sacrifice héroïque pour la défense de la France du 3e régiment de zouaves, le 25 septembre 1915, sous les ordres du lieutenant-colonel Louis.

### Cimetière militaire et chapelle russes
Située au lieu-dit l'Espérance :
- La chapelle orthodoxe à proximité du cimetière militaire, est une chapelle-mémorial qui perpétue le souvenir des soldats russes tombés en France pendant les combats de la Première Guerre mondiale.

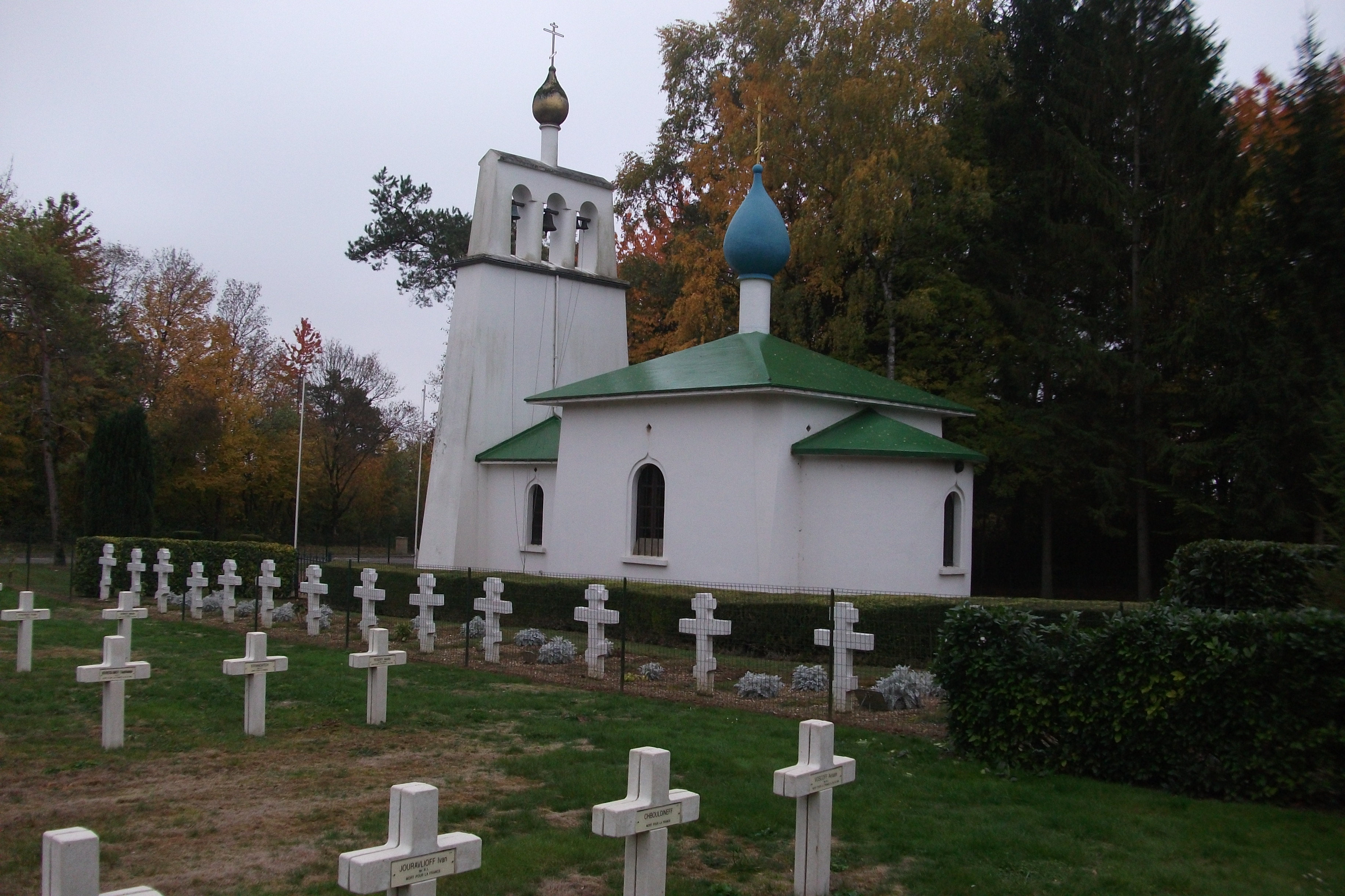
Chapelle et cimetière russe.

- Cimetière militaire russe : 915 corps y reposent sur les 4 000 victimes du contingent russe qui participa à partir de 1916 aux combats sur le sol français.
13 anciens du corps expéditionnaire se sont fait enterrer au nord de la chapelle et au côté de leurs anciens camarades, trois l'ont fait avec leurs femmes. Se trouvent là le colonel Rexine et deux médecins.
- Monument orthodoxe aux soldats du 2e régiment spécial : de l'autre côté de la route, en face du cimetière, a été érigé en 1917 un petit monument orthodoxe, dans une petite clairière en bordure du camp de Mourmelon. Ce monument a été construit par les soldats du 2e régiment spécial à la mémoire de leurs camarades tués au combat.
- Ermitage de Tous-les-Saints-de-Russie : un petit monastère orthodoxe, situé à la bordure de la RD 21, entre Aubérive et Mourmelon-le-Grand. Cet ermitage a été fondé dans les années 1930 par trois moines russes ; le supérieur, l'archimandrite Alexis Kireevsky, a participé à la consécration de l'église-mémorial. Cet ermitage est blotti dans un petit bois de bouleaux et de sapins, qui rappelle le paysage un peu mélancolique de la Russie. Toutefois, l'église, représentative de l'architecture en bois russe, vient de Finlande.

### Personnalités liées à la commune
- Olga Sciou (née Thierry) a fêté ses 100 ans le 27 avril 2006 et est ainsi devenue la 1re centenaire de ce village.

3 enfants, 6 petits-enfants (garçons), x arrière-petits-enfants, plusieurs arrière-arrière-petits-enfants. Elle est décédée le 17 juin 2007.[réf. nécessaire]
- Paul Champenois, né à Saint-Hilaire-le-Grand en 1802,  fut curé de l'église Notre-Dame-en-Vaux de Châlons et consacra sa vie à la restauration de cette église jusqu'à sa mort en 1870[28].

### Décorations françaises
Croix de guerre 1914-1918 : 20 septembre 1920.